# H. J. Ryser
Herbert John Ryser (28 juli 1923, Milwaukee, Wisconsin – 12 juli 1985, Pasadena, Californië) was een Amerikaanse wiskundige, bekend als een van de belangrijkste figuren in de 20e eeuw op het gebied van de combinatoriek. Zijn naam is verbonden aan de stelling van Bruck–Ryser–Chowla en de formule van Ryser voor het berekenen van de permanent van een matrix.

## Biografie
Ryser werd geboren in het gezin van Fred G. en Edna (Huels) Ryser. Hij behaalde z'n B.A. in 1945, de graad M.A. in 1947 en in 1948 z'n Ph.D. aan de University of Wisconsin. Zijn dissertatie "Rational Vector Spaces" werd begeleid door Cornelius Joseph Everett, Jr. en Cyrus C. MacDuffee. (Ryser was de enige doctoraalstudent van Everett.)

## Loopbaan
Na zijn promotie bracht Ryser een jaar door in Princeton bij het Institute for Advanced Study, waarna hij naar de Ohio State University ging. In 1962 werd hij benoemd als hoogleraar aan de Syracuse University, en in 1967 ging hij naar Caltech.
Ryser heeft bijdragen geleverd aan de theorie van 'combinatorial design', eindige familie van verzamelingen, de permanent, combinatorische functies en nog veel andere onderwerpen in de combinatoriek. Gedurende een groot aantal jaren was hij redacteur van de tijdschriften Journal of Combinatorial Theory, Linear and Multilinear Algebra, and Journal of Algebra. Uit Rysers nalatenschap werd een fonds gesticht voor beurzen aan bachelor wiskundestudenten in Caltech, bekend als H. J. Ryserbeurzen.
Het Journal of Combinatorial Theory Series A benoemde na Rysers overlijden twee nummers als de "Herbert J. Ryser Memorial Issue", parts 1 and 2.

## Boeken
- Combinatorial Mathematics (1963), #14 of the Carus Mathematical Monographs, uitgegeven door de Mathematical Association of America.  ISBN 0-88385-014-1.  Herdrukt en vertaald in verscheidene talen.
- Brualdi, Richard A., Ryser, Herbert John (26 juli 1991). Combinatorial matrix theory. Cambridge University Press. ISBN 978-0-521-32265-2.

## Publicaties
- Ryser, H. J. (1987). Combinatorial Properties of Matrices of Zeros and Ones. Classic Papers in Combinatorics: 269–275. DOI: 10.1007/978-0-8176-4842-8_18.
- Bruck, R. H., H. J. Ryser (1949). The non-existence of certain finite projective planes. Canadian Journal of Mathematics: 88–.
- Ryser, H. J. (August 1951). A combinatorial theorem with an application to Latin rectangles. Proceedings of the American Mathematical Society 2 (4): 550– (American Mathematical Society). DOI: 10.1090/s0002-9939-1951-0042361-0.